# Acanthonevra trigona
Acanthonevra trigona är en tvåvingeart som först beskrevs av Matsumura 1905.  Acanthonevra trigona ingår i släktet Acanthonevra och familjen borrflugor. Inga underarter finns listade i Catalogue of Life.